# Wydział Sztuk Pięknych Uniwersytetu Rzeszowskiego
Wydział Sztuk Pięknych Uniwersytetu Rzeszowskiego – jeden z piętnastu wydziałów Uniwersytetu Rzeszowskiego.

## Historia
Instytut powstał w 1995 roku, w ramach Wyższej Szkoły Pedagogicznej w Rzeszowie, jako Zakład Wychowania Plastycznego. W 1997 roku został przekształcony w Instytut Wychowania Plastycznego (w roku akademickim 1998/1999 nazwę zmieniono na Instytut Sztuk Pięknych) jako jednostka Wydziału Pedagogicznego Uniwersytetu Rzeszowskiego. W 2008 roku, uchwałą Senatu UR, przekształcony w Wydział Sztuki. W latach 2019–2024, wskutek zarządzenia Rektora UR, Wydział funkcjonuje jako Instytut Sztuk Pięknych. Od 1 stycznia 2025 roku, na mocy Statutu UR, jednostka funkcjonuje ponownie jak Wydział.

## Kierunki kształcenia
Dostępne kierunki:
- Sztuki Wizualne (studia I i II stopnia)
- Grafika (studia jednolite magisterskie)
- Malarstwo (studia jednolite magisterskie)

## Poczet dziekanów
1. dr hab. Józef Jerzy Kierski (2008–2016)
2. dr hab. Antoni Nikiel (2016–2019)
3. dr hab. Łukasz Cywicki (od 2025)

## Władze Wydziału
Od 1 stycznia 2025:
| Stanowisko                               | Imię i nazwisko        |
| ---------------------------------------- | ---------------------- |
| Dziekan                                  | dr hab. Łukasz Cywicki |
| Prodziekan ds. Studenckich i Kształcenia | dr hab. Marcin Jachym  |

## Struktura organizacyjna
W ramach Wydziału funkcjonują następujące zakłady:

### Zakład Malarstwa
Samodzielni pracownicy naukowi:
- prof. dr hab. Tadeusz Boruta – kierownik Zakładu
- prof. dr hab. Jadwiga Szmyd-Sikora
- dr hab. Antoni Nikiel
- dr hab. Marek Olszyński
- dr hab. Marek Pokrywka
- dr hab. Jarosław Sankowski
- dr hab. Jacek Balicki
- dr hab. Małgorzata Drozd-Witek

### Zakład Grafiki Warsztatowej i Teorii Sztuki
Samodzielni pracownicy naukowi:
- dr hab. Łukasz Cywicki – kierownik Zakładu
- dr hab. Agnieszka Dobosz-Bruchnalska
- dr hab. Paweł Bińczycki
- dr hab. Joanna Janowska-Augustyn
- dr hab. Magdalena Uchman
- dr hab. Agnieszka Lech-Bińczycka
- dr hab. Grażyna Ryba

### Zakład Grafiki Projektowej i Multimediów
Samodzielni pracownicy naukowi:
- prof. Mirosław Pawłowski – kierownik Zakładu
- prof. Tadeusz Wiktor
- dr hab. Wiesław Grzegorczyk
- dr hab. Jadwiga Sawicka

### Zakład Rysunku i Kształtowania Przestrzeni
Samodzielni pracownicy naukowi:
- dr hab. Józef Jerzy Kierski – kierownik Zakładu
- dr hab. Dorota Sankowska
- dr hab. Renata Szyszlak
- dr hab. Agnieszka Jankowska
- dr hab. Janusz Pokrywka